# Майер, Франц Христианович
Франц Христиа́нович Ма́йер (1783—1860) — лесовод, основатель степного лесоразведения.

## Биография
Родился в Ганновере, где его отец служил органистом в придворной церкви. Образование получил в придворном училище короля Георга III. В Россию попал в 18-летнем возрасте, когда был послан сопровождать партию экзотических растений, приобретённых графом А. К. Разумовским.
Ещё в 1806 году он осуществил первые посадки лесных деревьев, работая управляющим имением князя Б. А. Голицына в Новосильском уезде Орловской губернии (село Ломец, ныне — посёлок Ломцы). Сначала Майер был винокуром на больших заводах в Курской, Тульской и др. губ. и ввёл в это техническое производство много разных улучшений: например, большой известностью пользовалась устроенная им «с конным вентилятором солодовня».
В 1820-х годах он был приглашён И. В. Шатиловым в его имение Моховое Тульской губернии, где он и оставался до смерти. Здесь-то, главным образом, и проявились многоразличные его способности в улучшении сельского хозяйства. Особенно он приобрел себе известность искусственным разведением в больших размерах лесных плантаций. Прежде были убеждены, что на черноземе кроме сосны не может расти ни одно хвойное дерево.
В Моховом он устроил превосходный питомник, который служил для удовлетворения потребностей лесоразведения многих имений разных губерний, преимущественно Тульской, Орловской и Рязанской. До 1860 году питомником отпущено в разные места более миллиона хвойных пород, до 800 тысяч лиственных, до 200 тысяч садовых кустарников. Сохранившийся в окрестностях Мохового лесной массив (Шатилов лес) в 1949 году признан памятником природы.
Слава его в 1840—1850 годах достигла такого апогея, что многие считали его русским Таером, как тогда называли обыкновенно Теэра. В 1857 году к Майеру приезжал консультироваться Л. Н. Толстой, который записал в своём дневнике: «ясная, просторная голова».
Майер решил доказать, что на чернозёме можно разводить всякие хвойные деревья, и действительно, в его насаждениях скоро явились ель, пихта, веймутова сосна, кедр сибирский, лиственница и другие хвойные.
Майер обращал также внимание на разведение и лиственных пород — дуба, березы, ильма и др.
Затем Майер ввел много различных улучшений в наши незатейливые сельскохозяйственные орудия. Его «скоропашки» когда-то были очень распространены в чернозёмной полосе России. Не менее известна его центробежная швырялка для сортировки семян, его сеялки и т. д. Все это было приспособлено к потребностям хозяйства центральной полосы России и отличалось замечательной практичностью.
Майер написал много статей по разным отраслям сельского хозяйства, между прочим, по управлению имениями, но последние имели значение только для времени крепостного труда, с которым он так сжился, что не хотел верить в возможность отмены его. В 1850—1854 годах все его статьи были собраны и напечатаны в 3 томах под заглавием «Полное собрание сочинений Ф. Майер». В первом томе на 170 страницах был напечатан его труд «Лесоводство», в котором были обстоятельно описаны приёмы выращивания основных лесных пород средней России, в особенности — дуба. Основной его труд, «Степное лесоводство», был помещён в год его смерти в «Трудах Вольного экономического общества» (1860 г., I, III и IV. Эта статья в 1861 году была издана отдельно в особом приложении к журналу «Сельское хозяйство» и обратила на себя внимание русских сельских хозяев.
Похоронен Ф. Х Майер в Моховом вблизи церкви.